# 谢商成
谢商成（1964年4月—），湖南省洞口县人，中华人民共和国政治人物。

## 生平
1964年4月，谢商成出生在湖南省洞口县。1984年，谢商成进入怀化师范专科学校政史系政教专业学习。1987年毕业后，谢商成成为怀化地区供销技校的一名教师。
1990年7月，谢商成进入政界，成为中共怀化地委宣传部的一名干部，1996年12月转任中共怀化地委《试验区导报》杂志社社长，1998年6月调回中共怀化地委宣传部工作。2002年7月，谢商成下放会同县，出任中共会同县委常委、组织部长，2004年12月转任中共会同县委副书记、纪委书记，2008年4月转任中共会同县委常委、会同县人民政府常务副县长。2009年11月，谢商成调任中共靖州苗族侗族自治县委常委、靖州苗族侗族自治县人民政府常务副县长。2011年12月，谢商成调任中共洪江市委副书记。2014年12月，谢商成调任中共溆浦县委副书记、溆浦县人民政府代理县长（次年1月正式任县长），2020年8月升任县委书记。2021年4月，谢商成成为怀化市政协副主席候选人，5月正式出任副主席。

### 落马
2024年4月14日，商成涉嫌严重违纪违法，接受湖南省纪委监委纪律审查和监察调查。9月14日，谢商成遭到开除党籍开除公职（双开）处分。10月，湖南省人民检察院依法以涉嫌受贿罪、行贿罪、滥用职权罪对谢商成作出逮捕决定。12月，其受贿罪、行贿罪、滥用职权罪由益阳市人民检察院依法向益阳市中级人民法院提起公诉。
2025年1月21日，益阳市中级人民法院一审公开开庭审理谢商成受贿、行贿、滥用职权一案，谢商成受贿共计1593万余元，媒体曝光谢商成为了从溆浦县县长升为书记，送了50万人民币给时任中共怀化市委书记彭国甫。